# Chrostobapta deludens
Chrostobapta deludens är en fjärilsart som beskrevs av W. Warren 1907. Chrostobapta deludens ingår i släktet Chrostobapta och familjen mätare. Inga underarter finns listade i Catalogue of Life.